# 坂井東洋男
坂井 東洋男（さかい とよお、1943年10月19日 - ）は、日本の中国文学者。京都産業大学名誉教授、追手門学院大学名誉教授。京都産業大学学長や、追手門学院大学学長、追手門学院学院長、大学コンソーシアム京都副理事長などを歴任した。

## 人物・経歴
京都市生まれ。1969年神戸市外国語大学外国語学部中国学科卒業。1972年京都大学大学院文学研究科中国語学中国文学専攻修士課程修了。1975年京都産業大学外国語学部講師。京都産業大学外国語学部助教授を経て、1987年京都産業大学外国語学部教授。1994年京都産業大学図書館長・生涯学習センター室長。1997年私立大学図書館協会会長。1998年京都産業大学外国語学部長・外国語学研究科長。2002年京都産業大学学長。2003年大学コンソーシアム京都副理事長。2005年日本私立大学連盟理事。2006年関西学生空手道連盟会長。2008年国際日本文化研究センター運営会議委員。2010年京都産業大学学長退任、京都産業大学名誉教授。2012年追手門学院大学学長、追手門学院学院長。2017年追手門学院大学学長退任、追手門学院大学名誉教授。2019年瑞宝中綬章受章。